# 甌越
甌越 (おうえつ、ベトナム語: Âu Việt) は、古代の百越の中の一勢力、一部族であり、現在のベトナム北辺、広東西部、広西北部に紀元前3世紀以前から存在した。タイー族の伝説によれば、甌越の西部は南崗王国となり、その首都は現在のカオバン省に置かれたという。現在の浙江省付近にあたる東方では、甌越は東甌国を建国した。また西部の甌越すなわち西甌は、短髪で入れ墨と歯の黒染を慣習とする部族であったとされている。
甌越は貉越や文郎国と交易していた。紀元前257年ごろ、甌越の指導者の蜀泮は文郎国に侵攻して最後の王雄王を滅ぼした。彼は自ら安陽王を称し、甌雒を建国した
紀元前223年、秦が楚を滅ぼし、貴族として残存していた越の王族を一掃した。しばらく後、秦の始皇帝は50万人の軍を西甌に派遣した。秦軍はゲリラ戦を強いられつつ、3年の遠征の末に西甌の指導者を討ち取った。
秦が凋落すると、東西の甌越は独立を回復した。東甌は閩越を攻撃したので、漢の武帝は閩越に長江・淮河間への移住を認めた。一方で西甌は南越に貢納したが、最終的に漢に滅ぼされた。甌越の王の子孫は地位を失ったものの、區、歐、歐陽といった姓を保ち続けた。